# Dante Gullo
Juan Carlos Dante Gullo (Buenos Aires, 8 de junio de 1947-3 de mayo de 2019), conocido como "el Canca", fue un político peronista y sociólogo argentino, responsable de la Juventud Peronista Regionales en los años 1970. En el siglo XXI adhirió al kirchnerismo e integró como peronista el Frente para la Victoria, siendo elegido diputado nacional y legislador de la ciudad de Buenos Aires.

## Biografía
Se crio en el Bajo Flores. Comenzó su militancia en su barrio en la década de 1960 y posteriormente se sumó a organizaciones sindicales, como la CGT de los Argentinos. Fue funcionario juvenil durante la presidencia de Héctor Cámpora, momento en que encabezó una campaña para la vuelta de Juan Domingo Perón del exilio. Militó en la Juventud Peronista (JP), organización de superficie de la organización Montoneros.
En 1975 fue encarcelado y fue preso político hasta octubre de 1983. Durante el autodenominado Proceso de Reorganización Nacional, en 1976 varios familiares fueron secuestrados, como su madre Ángela María Aieta y su hermano menor Jorge, quienes continúan desaparecidos. Otros familiares, fueron secuestrados y posteriormente liberados.
En 2000 fundó el Partido Popular Nuevo Milenio, el cual presidió. 
En 1997, egresó como licenciado en sociología, por la Universidad de Buenos Aires (UBA). En 2007 es electo Diputado Nacional, y en 2011 Legislador de la Ciudad de Buenos Aires donde se desempeñó como Vicepresidente primero.